# 국가지원지방도 제19호선
국가지원지방도 제19호선 (경주~경주선)은 경상북도 경주시 천군동과 강동면 인동리를 잇는 대한민국의 국가지원지방도이다. 기존의 지방도 제945호선 일부 구간을 국가지원지방도로 전환하여 만든 노선이다.

## 연혁
- 2025년 7월 11일: '경주~경주선'으로 국가지원지방도 제19호선을 새로 신설함.[2]

## 주요 경유지
경상북도
- 경주시 (천군동 - 신평동 - 손곡동 - 천북면 - 강동면)

## 노선
| 지점                             | 접속 노선                    | 소재지 | 소재지 | 비고 |
| -------------------------------- | ---------------------------- | ------ | ------ | ---- |
| 엑스포삼거리                     | 국도 제4호선 (경감로)        | 경주시 | 천군동 |      |
| 신라교                           |                              | 경주시 | 천군동 |      |
| 신라밀레니엄파크                 |                              | 경주시 | 신평동 |      |
| (무명 교차로)                    | 보문로                       | 경주시 | 신평동 |      |
| 경상북도문화관광공사             | 보문로                       | 경주시 | 신평동 |      |
| 손곡동                           |                              | 경주시 | 손곡동 |      |
| 물천리 갈곡리 천북면행정복지센터 |                              | 경주시 | 천북면 |      |
| 동산리                           | 천북로 동산2길               | 경주시 | 천북면 |      |
| 소리지 화산리                    |                              | 경주시 | 천북면 |      |
| 운곡서원 입구                    | 사라길                       | 경주시 | 강동면 |      |
| 왕신 나들목                      | 국도 제20호선 (건포산업로)   | 경주시 | 강동면 |      |
| 왕신리 국당2리 국당교            |                              | 경주시 | 강동면 |      |
| 유금지하교교차로                 | 국도 제7호선 (산업로) 강동로 | 경주시 | 강동면 |      |